# Albireo Amatőrcsillagász Klub
Az Albireo Amatőrcsillagász Klub - rövidítve AAK - a legrégebben működő magyar amatőrcsillagászati szervezet, a Göncöl Szövetség tagja. 1971-1992 között Albireo Amatőrcsillagász Klub, 1992-2009 között Albireo Amatőrcsillagász Klub és Klímamegfigyelő Hálózat Kulturális és Környezetvédelmi Egyesület, 2009-től AAK - Albireo Amatőrcsillagász Klub Közhasznú Egyesület néven működik.

## Története
Az Albireo Amatőrcsillagász Klubot 1971-ben alapította Szentmártoni Béla kaposvári amatőrcsillagászok segítségével. Céljuk az első időkben nem a tudományos megfigyelések végzése volt, hanem a szó szerinti amatőrcsillagászat, az ismeretterjesztés tudományos igénnyel. 
Az Albireo Amatőrcsillagász Klub a rendszerváltás után, 1992 hivatalosan is egyesületté alakult. Az "új" szervezet Albireo Amatőrcsillagász Klub és Klímamegfigyelő Hálózat Kulturális és Környezetvédelmi Egyesület néven került bejegyzésre zalaegerszegi székhellyel, Juhász Tibor vezetésével. Célja az volt, hogy törvényes keretet biztosítsanak az Albireo Amatőrcsillagász Klub (AAK) keretében folyó amatőrcsillagászati tevékenységnek.
A résztvevők megtartották az új egyesület alakuló közgyűlését, melyen somogyfajszi székhellyel létrehozták az AAK - Albireo Amatőrcsillagász Klub Kiemelkedően Közhasznú Egyesületet. A bejegyzésre 2010-ben, AAK - Albireo Amatőrcsillagász Klub Közhasznú Egyesületet néven, a hagyományokhoz híven Albireo Amatőrcsillagász Klub rövid névvel és AAK betűjellel került sor. Az Albireo Amatőrcsillagász Klub elnöke Rezsabek Nándor lett. 1971-ben a csillagász klub első születésnapjára megjelent az Albireo folyóirat első száma is,  utolsó száma 1999-ben, a teljes napfogyatkozás évében jelent meg. Szentmártoni Béla 1984-ig vett részt a lap szerkesztésében, és ettől az esztendőtől a folyóirat a Göncöl Társaság kiadványaként jelent meg. A lap szerkesztője és az Albireo Amatőrcsillagász Klub vezetője Juhász Tibor csillagász-tanár lett. 2009-ben Vácott sor kerül az Albireo Amatőrcsillagász Klub és Klímamegfigyelő Hálózat Kulturális és Környezetvédelmi Egyesület közgyűlésére, amely kimondta megszűnését és ettől kezdve a klub, mint AAK - Albireo Amatőrcsillagász Klub Közhasznú Egyesület működik.

### Története évszámokban kifejezve
- 1972. Megkezdődtek a változócsillag-észlelések.

## Tevékenysége
Műkedvelő eszközökkel csillagászati, meteorológiai és éghajlatváltozással kapcsolatos megfigyelések végzése és közreadása. A megfigyelések feldolgozása és a szaktudományok eredményeinek amatőr munkákkal történő kiegészítése. A tagság képzése és önképzésének segítése elsősorban kiadványok, internetes eszközök, rendezvények és táborok útján. A széles tömegek megismertetése a tudományos eredményekkel, a figyelem felkeltése az környezet- és természetvédelmi problémákra, gyakorlati cselekvésre való serkentés, elsősorban sajtóközlemények, kiadványok és internetes eszközök útján. 
Az Albireo Amatőrcsillagász Klub adta ki három évtizeden át a sok száz amatőrcsillagász több ezer megfigyelését tartalmazó Albireo című folyóiratot.
Az Albireo Amatőrcsillagász Klub jelenlegi tisztségviselői: elnök: Rezsabek Nándor; titkár: Kovács Sándor; elnökségi tagok: Juhász Tibor, Kiszel Vilmos, Kovács Sándor, Rezsabek Nándor, Zajácz György;  felügyelőbizottsági elnök: Rózsa Ferenc; felügyelőbizottsági tagok: Mizser Emese, Puskás Ferenc.

## Külső hivatkozások
- Albireo Amatőrcsillagász Klub (AAK - Albireo Amatőrcsillagász Klub Közhasznú Egyesület) honlapja. (Hozzáférés: 2011. május 9.)
- Albireo folyóiratok 1971-1999 közötti számai.